# VK Belogorje Belgorod
VK Belogorje (Russisch: Белогорье) is een professionele volleybal club uit Belgorod, Rusland.

## Vroegere namen
- 1976-1981: VK Tekhnolog Belgorod
- 1981-1987: VK Lokomotiv Belgorod
- 1987-1992: VK Agrarnik Belgorod
- 1992-1993: VK Belogorje Belgorod
- 1993-1995: VK Lokomotiv Belgorod
- 1995-1997: VK Belogorje Belgorod
- 1997-2001: VK Belogorje-Dinamo Belgorod
- 2001-2011: VK Lokomotiv-Belogorje Belgorod
- 2011-heden: VK Belogorje Belgorod

## Prijzen
- Russische Volleybal Super League
  - Winnaar : 1997, 1998, 2000, 2002, 2003, 2004, 2005
  - Tweede : 1995, 1996, 1999, 2006
- Russische Beker
  - Winnaar : 1995, 1996, 1997, 1998, 2003, 2005
- CEV Champions League Men
  - Winnaar: 2003, 2004, 2014
- CEV Top Teams Cup Men
  - Winnaar: 2009, 2018